# Benjamin Peled
Benny Peled (1928 - 13 de julio de 2002), nacido como Benjamin Weidenfeld en Tel Aviv, Israel, fue el comandante de la Fuerza Aérea Israelí durante la guerra de Yom Kipur y la Operación Entebbe. Se retiró con el rango de Aluf (comandante general).
- Datos: Q2915872
- Multimedia: Benny Peled / Q2915872